# جايل فيريرا
جايل فيريرا (بالبرتغالية: Jael‏) (30 أكتوبر 1988 بفارزيا غراندي، ماتو غروسو في البرازيل - ) هو لاعب كرة قدم برازيلي في مركز الهجوم. لعب مع أتلتيكو مينييرو وجمعية بورتوغيزا الرياضية ونادي باهيا ونادي جوينفيل ونادي ساو كايتانو ونادي سبورت ريسيفه ونادي سونغنام ونادي غوياس ونادي فلامنغو ونادي كالمار ونادي كروزيرو ونادي كريسيوما ونادي تشونغتشينغ ليانغجيانغ.

## وصلات خارجية
- جايل فيريرا على موقع الاتحاد الدولي (مؤرشف)  (الإنجليزية)
- جايل فيريرا على موقع اتحاد السويد (السويدية)
- جايل فيريرا على موقع رابطة كرة القدم اليابانية للمحترفين (اليابانية)
- جايل فيريرا على موقع دوري كوريا الجنوبية (الإنجليزية)
- جايل فيريرا على موقع قاعدة بيانات كرة القدم.إي يو (الإنجليزية)
- جايل فيريرا على موقع Soccerway.com (الإنجليزية)
- جايل فيريرا على موقع عالم كرة القدم.نت (الإنجليزية)